# Vaal Professionals FC
El Vaal Professionals FC es un equipo de fútbol de Sudáfrica que juega en la Segunda Liga de Sudáfrica, tercera división de fútbol en el país.

## Historia
Fue fundado en el año 1930 en la ciudad de Vereeniging y fue uno de los equipos fundadores de la Premier Soccer League en 1996. Anteriormente el club había participado en el anterior campeonato de fútbol de Primera División de Sudáfrica donde incluso ganó el título de copa nacional en 1994 al vencer 1-0 en tiempo extra al Qwa Qwa Stars.
A nivel internacional ha participado en un torneo continental, en la Recopa Africana 1995, donde fue eliminado en la primera ronda por el Young Africans FC de Tanzania

## Palmarés
- NPSL League: 3

1986, 1987, 1988
- Bob Save Super Bowl: 1

1994

## Participación en competiciones de la CAF
| Temporada | Torneo          | Ronda | Club              | Casa | Visita | Global |
| --------- | --------------- | ----- | ----------------- | ---- | ------ | ------ |
| 1995      | Recopa Africana | 1     | Young Africans FC | 2-2  | 1-2    | 3-4    |